# Blas Benjamín de la Vega
Blas Benjamín de la Vega (Corrientes, 3 de febrero de 1888 - íd., 28 de agosto de 1972) fue un abogado, periodista, diplomático y político argentino, que ejerció como Gobernador de la Provincia de Corrientes entre 1946 y 1947. Tuvo la particularidad de ser el único gobernador de su época que no pertenecía al peronismo, razón por la cual su provincia fue intervenida por el gobierno de Juan Domingo Perón.

## Biografía
Era hijo de José Benjamín de la Vega, exgobernador de la provincia de La Rioja, y sobrino de José Miguel Guastavino, exgobernador de la provincia de Corrientes. Realizó sus estudios en su ciudad natal y se doctoró en jurisprudencia en la Universidad de Buenos Aires en el año 1912.
En 1915 se unió a la Unión Cívica Radical tras una entrevista con el Dr. Hipólito Yrigoyen; al año siguiente se casó con Ofelia Sánchez Ruiz, hija del exdiputado nacional Pedro T. Sánchez. Tuvo simultáneamente estudio de abogacía en la ciudad de Corrientes y en Resistencia.
En 1918 fue nombrado asesor jurídico de la municipalidad de Corrientes, y al año siguiente fue elegido diputado provincial. Por esos años fue profesor en la Facultad de Agricultura y Ganadería de la Universidad Nacional del Litoral, cuya sede estaba en Corrientes. Fue también uno de los promotores de la fundación de la Universidad Nacional del Nordeste. Fue vicepresidente del Colegio de Abogados de Corrientes, vocal de la Sociedad Correntina de Hacendados y vicepresidente del Banco Popular de Corrientes.
Fundó el periódico La Unidad, y también publicó artículos periodísticos en los diarios El Día, La Mañana y El Litoral. Publicó varios libros jurídicos y políticos, tales como: Régimen agrario, Crédito agrícola y ganadero, Crítica del Plan Pinedo, Dalmacio Vélez Sarsfield, Las Islas Malvinas, y Mi patria argentina.

## Gobernación
Fue precandidato a la gobernación en 1935. En 1945 formó parte de las discusiones por la unificación de la UCR y fue el presidente del comité provincial de ese partido, que en diciembre de ese año nombró candidatos a gobernador y vice a Eudoro Vargas Gómez y Justo Policarpo Villar. En el mes de enero siguiente, la Asociación Comercial de Corrientes —a la cual estaba vinculado De la Vega— declaró un cierre de comercios contra un aumento generalizado de salarios y el otorgamiento del aguinaldo a todos los trabajadores; una manifestación de trabajadores derivó en numerosos actos de violencia que obligaron a los comercios a abrir sus puertas.
El día 30 de enero falleció sorpresivamente el candidato radical, Vargas Gómez, por lo que el comité provincial eligió en su lugar a De la Vega; ante la inminencia de las elecciones, éste no pudo renunciar su candidatura, como era su intención. La campaña electoral fue singularmente violenta en Corrientes, donde varias personas perdieron la vida- En las elecciones celebradas el día 23 de febrero, la UCR obtuvo el tercer lugar, detrás de la coalición entre el Partido Demócrata Nacional y la Unión Cívica Radical Antipersonalista; y del Partido Laborista, y poco por encima de los liberales y de la UCR-JN (peronista como los laboristas). No obstante, como los votos peronistas estaban concentrados en la capital, entre ambos partidos peronistas —que habían superado el 36% de los votos— sólo reunieron 8 de los 26 electores: 4 laboristas y 4 de la UCR-JR, mientras la UCR conseguía 6 electores. En las negociaciones previas al Colegio Electoral, ante la posibilidad de una victoria peronista, tras cuatro reuniones en que no había habido mayoría, los demás partidos votaron por la fórmula encabezada por Blas de la Vega. Este asumió la gobernación el día 22 de mayo.
Durante su breve mandato, fueron sus ministros: de Gobierno, Justicia y Educación, Desiderio Q. Dante; y de Hacienda, Obras Públicas y Economía, Francisco A. Benítez.
De la Vega se vio favorecido por una mayoría formada por varios partidos, todos los cuales se oponían al gobierno nacional del general Juan Domingo Perón. Esa inesperada mayoría favoreció una profusa labor legislativa, que aprobó unas 125 leyes en sólo dos períodos de sesiones; entre ellas, un proyecto de reforma de la constitución provincial. La obra pública concreta en ese breve período fue necesariamente escasa, pero hubo tiempo para inaugurar el Puente Internacional Paso de los Libres - Uruguayana. También se suprimieron los impuestos al cultivo del algodón y el arroz, y se anularon todos los permisos de portación de armas.
Desde aún antes de la asunción de De la Vega, los peronistas correntinos habían tachado de nula la elección del gobernador, aduciendo que el colegio electoral sólo puede reunirse una única vez, y que ese mismo día habrían caducado los mandatos de los electores. Las presiones continuaron incrementándose, achacando al gobierno correntino toda clase de irregularidades, además de exigir que la "Revolución Nacional" encabezada por el presidente Perón debía alcanzar a todas las provincias. Un primer proyecto de intervención federal fracasó en 1946, pero al año siguiente fue presentado otro por el senador Armando Antille, que fue aprobado el 4 de septiembre.
Esa misma noche, De la Vega entregó la casa de gobierno al coronel Fernando Carlés, quien al día siguiente lo traspasó al comandante militar de Corrientes, Cándido L. Motter, que asumió como interventor federal interino; el interventor federal titular fue el general Juan Filomeno Velazco, un correntino que hasta poco antes había sido comandante de la Policía Federal Argentina, y que en 1949 sería elegido gobernador de la provincia. De la Vega y los dirigentes radicales denunciaron enérgicamente la intervención federal como un ataque a la libertad y la democracia, y a la autonomía de la provincia.

## Últimos años
Durante los años siguientes rechazó su candidatura a diputado provincial, aceptando en cambio ser candidato a senador, con la seguridad de que acercaría votos a la UCR pero no resultaría elegido.
Tras el golpe de Estado de 1955, durante la dictadura de la Revolución Libertadora se le ofreció un cargo de director en el Banco Central de la República Argentina. Fue convencional constituyente nacional en 1957, y en septiembre de 1958 el presidente Arturo Frondizi lo nombró embajador en el Paraguay. Quedó cesante a la caída de Frondizi, abandonando definitivamente la política. Poco antes había publicado su último libro, justificando su actuación durante el peronismo, llamado Cómo defendí el federalismo y la libertad.
Falleció en su ciudad natal en agosto de 1972.